# Sigma Canis Majoris
Désignations
Sigma Canis Majoris (σ CMa / σ Canis Majoris), également nommée Unurgunite, est une étoile variable de troisième magnitude de la constellation du Grand Chien. D'après la mesure de sa parallaxe annuelle par le satellite Hipparcos, elle est située à environ 1 120 années-lumière de la Terre. Elle s'éloigne du Système solaire à une vitesse radiale de +22 km/s.

## Propriétés
σ Canis Majoris est une supergéante rouge de type spectral K5Ib. Elle est classée comme une étoile variable irrégulière à longue période et sa luminosité varie entre les magnitudes +3,41 et +3,51 sans période définissable.

## Nom
Le nom Unurgunite est officialisé par l'Union astronomique internationale le 5 septembre 2017, il est issu de la culture aborigène Boorong. Peuple d'astronomes à la mythologie riche, les Boorong ont associé l'étoile à une figure ancestrale, Unurgunite, entouré de ses deux épouses : Delta Canis Majoris et Epsilon Canis Majoris. Mityan tenta de séduire une des femmes d'Unurgunite mais ce dernier parvint à le vaincre. Sous forme de Lune, il continue toujours de rôder auprès de la femme qu'il convoite (Delta Canis Majoris), et de son époux.